# 霧島 (宮崎市)
霧島（きりしま）とは、宮崎県宮崎市内の地名。中央西地域自治区に属している。郵便番号は880-0032。2023年現在、霧島1丁目-5丁目が設置されるが、住居表示実施地域ではない。

## 地理
宮崎市の中央西地域自治区に属する。南から北にかけて順に1丁目から5丁目が設置され、主に住宅街を形成する。北を矢の先町、西を祇園、東を船塚、神宮西、南を和知川原2,3丁目と接する。

## 地名の由来
南九州では霧島信仰が強く、各地に霧島神社・霧島社があり、同町周辺にもかつては霧島社があった。さらにかつて同域に霧島前、霧島という字名があり、1927年に霧島町が誕生している。

## 歴史
- 1927年 - 大字下北方から霧島町が成立
- 1973年 - 霧島町・祇園町・西丸山町のそれぞれ一部をもって霧島1-5丁目が成立。また残余についても区画整理・住居表示により霧島町が消失。

## 世帯数と人口
2023年（令和5年）6月1日現在の世帯数と人口は以下の通りである。
| 町丁      | 世帯数  | 人口   |
| --------- | ------- | ------ |
| 霧島1丁目 | 266世帯 | 529人  |
| 霧島2丁目 | 479世帯 | 1022人 |
| 霧島3丁目 | 373世帯 | 677人  |
| 霧島4丁目 | 356世帯 | 647人  |
| 霧島5丁目 | 222世帯 | 377人  |

## 小・中学校の学区
市立小・中学校に通う場合、学区は以下の通りとなる。
| 町名             | 小学校             | 中学校               |
| ---------------- | ------------------ | -------------------- |
| 霧島(一部を除く) | 宮崎市立西池小学校 | 宮崎市立宮崎西中学校 |
| 霧島5丁目の一部  | 宮崎市立大宮小学校 | 宮崎市立大宮中学校   |

## 交通

### バス
宮交グループの運営するバスが営業している。

### 道路
- 宮崎県道26号宮崎須木線
- 宮崎県道333号下北方古墳線
- 市道平和台通り

## 施設
- 宮崎地方気象台
- 宮崎県中央保健所
- 南九州大学・南九州大学短期大学部
- JA宮崎経済連